# Holliday Grainger
Holliday Clark Grainger, född 27 mars 1988 i Didsbury, är en brittisk skådespelare. Hon har bland annat gjort rollen som Lucrezia Borgia i TV-serien The Borgias och som Estella i filmen Great Expectations från 2012.

## Biografi
Holliday Grainger föddes i Didsbury och är uppvuxen i Manchester. Hon är av italiensk härkomst genom sin farfar. Från 1999 till 2006 studerade Grainger engelsk litteratur vid Parrs Wood High School. År 2007 tog hon examen.
Grainger är tillsammans med skådespelaren Harry Treadaway, med vilken hon fick tvillingar i maj 2021.

## Filmografi i urval
- 2011 – Jane Eyre
- 2016 – The Finest Hours
- 2017 – Tulpanfeber
- 2019–2022 – The Capture (TV-serie)
- 2025 – The Stolen Girl (TV-serie)